# Електрошлакове зварювання
Електрошла́кове зва́рювання (англ. Electroslag welding, ESW  — зварювання плавленням, під час якого нагрівання здійснюється теплом, що виділяється під час проходження електричного струму між електродом та з'єднуваними заготовками через розплавлений шлак.
Цей спосіб зварювання застосовують при виготовленні конструкцій зі сталі різноманітних марок і класів, нікелевих сплавів, титану, алюмінію, міді та сплавів на їх основі. Діапазон товщин, що можуть зварюватись становить від 8 до 2500 мм. Теоретично електрошлаковим процесом можна з'єднувати метали необмеженої товщини.

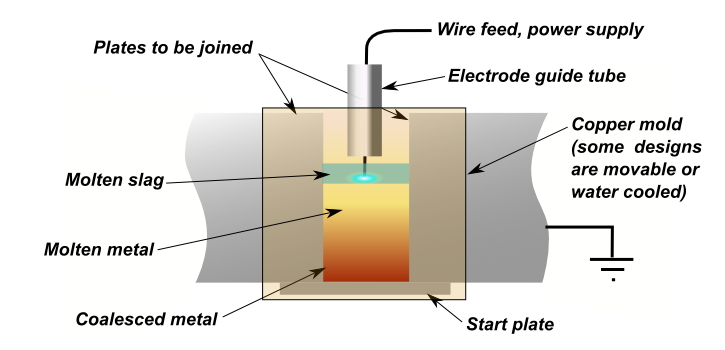
Схема процесу електрошлакового зварювання

Електрошлакове зварювання розробив у 1950-х роках колектив Інституту електрозварювання ім. Є. О. Патона.

## Основи технології
Електрошлакове зварювання (ЕШЗ) — вид електрошлакового процесу, зварювальна технологія, що використовує для нагрівання зони плавлення тепло шлакової ванни, що нагрівається електричним струмом. Шлак захищає зону кристалізації від окислення і насичення воднем. У холодному металі розчинність водню на два порядки нижче, ніж у рідкому, а в атмосфері водню завжди вистачає. Тому, якщо метал без спеціального захисту розплавити, а потім швидко охолодити, то виходить водень може спровокувати утворення тріщин. Процес зварювання є бездуговим. На відміну від дугового зварювання для розплавлення основного і присадного металів використовують теплоту, що виділяється при проходженні зварювального струму через розплавлений електропровідний шлак (флюс). Потім електрод занурюють в шлакову ванну, горіння дуги припиняється і струм починає проходити через розплавлений шлак. Зварювання виконують знизу вгору найчастіше при вертикальному положенні зварюваних деталей із зазором між ними. Для формування шва по обидві сторони зазору встановлюють мідні повзуни-кристалізатори, охолоджувані водою. У міру формування шва повзуни переміщаються в напрямку зварювання.

## Класифікація методів
За видом електроду розрізняють електрошлакове зварювання дротяним або пластинчастим плавким електродом і плавким мундштуком; за наявності коливань електроду — без коливань і з коливаннями електроду, за числом електродів — одно-, дво- і багатоелектродним. Зазвичай електорошлакове зварювання застосовують для з'єднання деталей товщиною від 15 мм до 600 мм. Електрошлаковий процес використовують також для переплавки сталі з відходів та одержання виливків. На практиці процес електрошлакового зварювання втілений в життя, зокрема, у вигляді апарату АД-381Ш, який розроблений в Інституті електрозварювання ім. Є. О. Патона НАН України. АД-381Ш складається з 4 модулів, двох подавальних механізмів, в яких можна окремо регулювати швидкість подачі дротів. Всі процеси контролюються і регулюються за допомогою блоку управління. АД-381Ш має два електроди діаметром 3 мм, на кожен з яких підходить струм не більше 100 А, при швидкості подачі електрода від 0 до 450 м/год. Швидкість переміщення автомата вагою 60 кг — від 2 м/год до 6 м/год. Для роботи апарату потрібна подача трифазної напруги 380 В і 50 Гц.